# 德尼·扎卡里亚
丹尼斯·利美·薩卡利亞·拿高·拿度（法語：Denis Lemi Zakaria Lako Lado，1996年11月20日—）是一名瑞士職業足球員，司職防守中場，目前效力法甲球會摩納哥，并代表瑞士国家队出战国际比赛。
他在瑞士出世，母親是南蘇丹人，父親是剛果民主共和國人，他本可以代表瑞士、南蘇丹或 剛果民主共和國參加國家足球隊。

## 球員生涯
2015年，札卡利亞由塞爾維特轉投年輕人，轉會費並沒有對外公佈。7月18日，他於聯賽作客對陣蘇黎世時，首次為球隊上陣。。他於第79分鐘後備入替，球隊最終以1比1與對手打平。
2017年6月，札卡利亞与门兴格拉德巴赫签订了一份为期五年的合同。
2022年1月31日，札卡利亞转会到意甲俱乐部尤文图斯，合同为期四年半。

## 國家隊生涯
札卡利亞於瑞士出生及成長，並擁有薩伊和南蘇丹的血統。他曾為瑞士19歲以下國家足球隊及瑞士21歲以下國家足球隊上陣比賽。
2016年5月28日，札卡利亞於友誼賽對陣比利时時，首次為瑞士国家队上陣，但球隊最終以1比2落敗。
他被選進了2016年歐國盃與2018國際足總世界盃的瑞士國家隊大名單中。
2019年5月，他代表瑞士參加了2019年歐洲國家聯賽決賽周，最終瑞士排在了第四名。